# Kurt Schneider

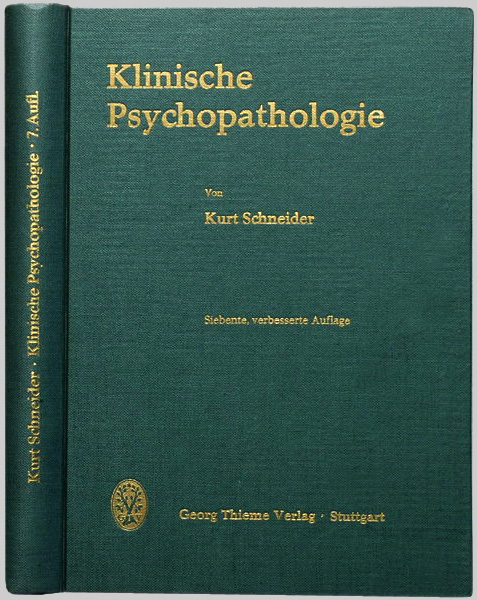
Hauptwerk von Kurt Schneider

Kurt Schneider (* 7. Januar 1887 in Crailsheim; † 27. Oktober 1967 in Heidelberg) war ein deutscher Psychiater. Schneider gilt als einer der wichtigsten, auch international bedeutenden deutschen Forscher im Bereich der Psychopathologie.

## Leben
Kurt Schneider, Sohn des Ulmer Landgerichtspräsidenten Paul von Schneider (1855–1918) und der Pfarrerstochter Julie Mathilde Weitbrecht (1860–1938), studierte Medizin in Tübingen und Berlin. In Tübingen wurde er 1912 zum Dr. med. promoviert. Bei Gustav Aschaffenburg in Köln konnte er sich 1919 habilitieren und als klinischer Oberarzt der Psychiatrischen und Nervenklinik der Universität Köln tätig werden. 1920 schloss er bei dem Philosophen Max Scheler eine weitere Dissertation ab und erhielt 1921 den Dr. phil.
1922 wurde er dort außerordentlicher Professor und 1931 in München Chefarzt am Schwabinger Krankenhaus und unter Walther Spielmeyer Leiter der Klinischen Abteilung der von seinem akademischen Lehrer Emil Kraepelin gegründeten „Deutschen Forschungsanstalt (Kaiser-Wilhelm-Institut) für Psychiatrie“, dem heutigen Max-Planck-Institut für Psychiatrie. Einen 1934 erfolgten Ruf nach Hamburg lehnte er ab.
Nach dem Tod seines Vorgängers Johannes Lange im Jahr 1938 erhielt er einen Ruf an den Lehrstuhl für Psychiatrie und Neurologie der Universität Breslau, den er, nach einem Gespräch in Breslau, ohne Verhandlung mit der Stadt oder dem Institut ablehnte. Zuletzt war er von 1946 bis zu seiner Emeritierung 1955 ordentlicher Professor und Direktor der Psychiatrischen Universitätsklinik in Heidelberg, wo er auch seinen Lebensabend verbrachte und begraben ist.
An den psychiatrischen Verbrechen in der Zeit des Nationalsozialismus (wie der Aktion T4) war Kurt Schneider (nicht zu verwechseln mit Carl Schneider) nicht beteiligt. Allerdings unterstützte er den Neurologen und Psychiater mit aktiver Beteiligung an der Aktion T4 und Kinder-Euthanasie Gerhard Kloos Anfang der fünfziger Jahre bei dessen weiterer Karriere nachhaltig.

## Familienkreis
Geschwister von Kurt Schneiders Vater waren Friedrich Eugen, Marie (verheiratet mit Paul Fischer), Herrmann (Rechtsanwalt) und Elise (unverheiratet).

## Leistungen
Bekannt wurde Schneider vor allem durch die Unterscheidung der Symptome 1. und 2. Ranges der Schizophrenie. Seine Arbeiten gelten als Grundlage für die Forschungsgruppen, die in den 1970er Jahren die heute gültigen Diagnose-Systeme (ICD und DSM) ausarbeiteten. Er teilte die psychischen Störungen in fünf Gruppen ein:
- Psychopathische Persönlichkeiten
- Abnorme Erlebnisreaktionen (unterteilbar in quantitativ und qualitativ abnorme Erlebnisreaktionen[5])
- Schwachsinnige und ihre Psychosen
- Körperlich begründbare Psychosen
- Zyklothymie und Schizophrenie

Seine Krankheitssystematik in engerem Sinne umfasst jedoch nur zwei Gruppen von Erkrankungen:
1. Abnorme Spielarten seelischen Wesens (Abnorme Verstandesanlagen, Persönlichkeiten und Erlebnisreaktionen)
2. Seelisch Abnormes als Folge von Krankheiten (somatologische bzw. ätiologische Ordnung und psychologische bzw. symptomatologische Ordnung). Zu dieser zweiten Gruppe zählte er die Schizophrenie und Zyklothymie, deren hypothetische somatologische Grundlage jedoch nur postuliert werden kann.

## Kurt-Schneider-Preis
1984, beim 6. Weissenauer Schizophrenie-Symposium, wurde, gestiftet von der Firma Janssen und initiiert von Schneiders Schüler Gerd Huber, erstmals der Kurt-Schneider-Preis (auch: Kurt-Schneider-Wissenschaftspreis) verliehen.
Der Preis zeichnet einmal in zwei Jahren „herausragende wissenschaftliche Leistungen“ bzw. Untersuchungen aus, die mit auch mit Kurt Schneiders Arbeit zu tun haben, also mit der Erforschung der Diagnostik, Therapie und Rehabilitation bei Schizophrenien auf der Grundlage der klinischen Psychopathologie, Biochemie, Pharmakologie, Genetik und Epidemiologie.
Das Preisgeld bezifferte sich vor dem Jahr 2002 auf 10.000 DM, seither gewöhnlich auf 10.000 €; im Jahr 2000, als es drei Preisträger gab, wurde das Preisgeld gedrittelt.
Preisträger (Auswahl):
- 1984: Bernhard Bogerts[9]
- 1986: Joachim Klosterkötter[10]
- 1990: Hans Helmut Kornhuber[11]
- 1992: Irving Gottesman[12]
- 1996: Wolfgang Maier[13]
- 2000 (zu drei gleichen Teilen):[14]
  - Helmut Beckmann und Ernst Franzek
  - Preben Bo Mortensen
  - Ulrich Supprian
- 2004: Gerd Detlev von Zerssen[15]
- 2010: Andreas Meyer-Lindenberg[16]
- 2015: Peter Falkai[17]

## Auszeichnungen
- 1966 Goldene Kraepelin-Medaille

In Crailsheim wurde eine Straße nach ihm benannt.

## Schriften
Kurt Schneiders Hauptwerk ist die Klinische Psychopathologie. Sie erschien 2007, im 120. Jahr seines Geburtstages in der 15. Auflage.
- Diss.: 1912 Über einige klinisch-psychologische Untersuchungsmethoden und ihre Ergebnisse. Zugleich ein Beitrag zur Psychopathologie der Korsakowschen Psychose. – Inaugural-Dissertation zur Erlangung der Doktorwürde in der Medizin, Chirurgie und Geburtshilfe unter dem Präsidium von Dr. Robert Gaupp der Medizinischen Fakultät von Tübingen vorgelegt. Separatdruck. Springer, Berlin
- Diss.: 1921 Pathopsychologische Beiträge zur psychologischen Phänomenologie von Liebe und Mitfühlen. In: Zschr ges Neurol Psychiat. Originalien. Red. von O. Foerster, R. Gaupp und W. Spielmeyer. Band 65. Springer, Berlin (Dr. phil.)
- 1923 Die psychopathischen Persönlichkeiten. In: Gustav Aschaffenburg (Hrsg.): Handbuch der Psychiatrie. Spezieller Teil, 7. Abt., 1. Teil. Deuticke, Leipzig; 2. wes. veränd. Aufl. 1928 und weit., zuletzt 9. Aufl. 1950
- 1924 Der triebhafte und der bewußte Mensch. In: Emil Utitz (Hrsg.): Jahrbuch der Charakterologie. 1. Jahrgang / Berlin 1924 / 1. Band. Pan Verlag Rolf Heise, Berlin S. 345–351
- 1931 Pathopsychologie im Grundriß. Walter de Gruyter & Co., Berlin 1931 (Sonderausgabe aus dem Handwörterbuch der psychischen Hygiene und der psychiatrischen Fürsorge, hrsg. von Oswald Bumke und anderen)
- 1947 Die Psychiatrie und die Fakultäten. Springer, Berlin
- 1946 Beiträge zur Psychiatrie. Thieme, Wiesbaden; 2. verm. Aufl. 1948. 3. Aufl. – mit neuem Titel – ab
- 1950 Klinische Psychopathologie. 3. Auflage. Thieme, Stuttgart (in vielen, auch fremdsprach., ab der 8. unveränd., zuletzt 15. Aufl. 2007)
- 1950 Gedichte. Privatdruck, Heidelberg
- 1952 Psychiatrie heute. Thieme, Stuttgart 21955, 31960
- 1953 Die Beurteilung der Zurechnungsfähigkeit. Ein Vortrag. Thieme, Stuttgart 21953, 31956, 41961
- 1955 Geleitwort zu: Hans Jörg Weitbrecht: Kritik der Psychosomatik. Stuttgart, Thieme
- 1956 Geleitwort zu: Carl Friedrich Wendt: Grundzüge einer verstehenspsychologischen Psychotherapie. Springer, Heidelberg